# Утуликская Подкова
Утули́кская Подко́ва (также Субуту́й) (бур. Хутулэгын Таха) — гора, высочайшая вершина хребта Хамар-Дабан, 2396,1 м.
Расположена в западной части главного водораздела горной системы Хамар-Дабан на границе Тункинского и Закаменского районов Республики Бурятия, Россия. Рядом находится Южная вершина высотой около 2400 м, но тем не менее её не считают высшей точкой, так как она находится в отроге хребта. На северных склонах горы берёт начало река Утулик, на восточных — река Субутуй (левый приток Снежной), на западных и южных — правые притоки реки Хангарул. Рядом расположены перевал Утулик-Дабан и озеро Перевальное (4 км к северо-востоку по прямой).

## Восхождение
Восхождение на выглядящую со стороны недоступной вершину при нормальной погоде не сложное, хотя требует преодоления нескольких провалов.